# Eunidia albosignata
Eunidia albosignata är en skalbaggsart som beskrevs av Stefan von Breuning 1972. Eunidia albosignata ingår i släktet Eunidia och familjen långhorningar.
Artens utbredningsområde är Gabon. Inga underarter finns listade i Catalogue of Life.